# Oh!16
『Oh!16』は、株式会社日本ソフトバンク出版部（現・SBクリエイティブ）が制作および販売していたパーソナルコンピュータ（パソコン）関連雑誌である。

## 概要
1984年6月創刊。隔月からスタートし、月刊と変遷している。
それまでのOhシリーズ（『Oh!PC』、『Oh!MZ』、『Oh!FM』等）が扱っていたのは8ビットパソコンであり、各メーカーに特化して構成されていたが、日本電気（NEC）から16ビットのパソコンPC-9800シリーズが発売されたのを機に、16ビットパソコンユーザーに向けた総合的な情報誌として本誌が創刊された。
まだ、16ビットパソコンのオペレーティングシステムのデファクトスタンダードがCP/M-86になるかMS-DOSになるか趨勢が決まっていなかった時代に、本誌ではいち早くMS-DOSにシフトした編集を試みた。
1987年休刊。